# 11インチiPad Pro (第1世代)
11インチiPad Pro（11インチアイパッド プロ）はAppleが開発、販売したタブレット型コンピュータである。同時に発売された12.9インチiPad Pro (第3世代)とともに、iPadシリーズにおける最上位モデルである。

## 概要
従来までの10.5インチモデルの後継モデル。2018年10月30日（現地時間）スペシャルイベントで発表され、11月7日に販売開始。解像度は、2,388 x 1,668ピクセル。SoC(System-on-a-chip)は、新しいApple A12X Bionicを搭載することで、高いグラフィック能力を実現した。このA12Xは、第2世代iPad ProやApple TV 4Kなどに搭載されているA10Xよりもシングルコア性能が35％、マルチコア性能が90%高速化し、市場にある92%のモバイルノートより高速とされている。
従来までのデザインとTouch ID及びホームボタンを廃止し、ベゼルレスデザインを採用し、より高い画面占有率を実現した。生体認証には、赤外線センサを使用したFace IDを採用しているが、iPhoneと異なり画面を横向きにした状態でも利用可能になっている。
画面には、四隅が丸いLiquid Retinaディスプレイを搭載している（そのため厳密には公表のインチ数よりやや小さくなる）。従来までのiOS端末と異なり、外部接続端子としてLightningではなく、USB Type-Cを初めて搭載した。また刷新された専用のApple Pencil (第2世代)は、磁石により端末に固定でき、同時にペアリングとワイヤレス充電も可能となった。また2023年に発売されたApple Pencil（USB-C）にも対応する。ストレージ容量は、64GB、256GB、512GBに加えて、新しく1TBモデルも追加された。1TBモデル向けには6GB、64, 256, 512GBモデル向けには4GBのLPDDR4Xメモリを搭載している。カラーバリエーションは、シルバーとスペースグレイの2色展開となった。なお、当モデルから3.5mmイヤホンジャックがなくなったため、音楽再生等にはAirPodsなどBluetooth接続イヤホン／ヘッドホンか、USB Type-C対応ハブや変換コネクタが必要となる (インターフェイスがUSB Type-Cに変更されたためにiPhone 7等の変換アダプター同梱されず)。

### 専用オプション
iPad Proの画面スペックを活かすため、専用のオプションが用意されている。
Smart Keyboard Folio
Apple Pencil (第2世代)
Apple Pencil（USB-C）

## iPadモデルの変遷
（横スクロールできる画像です）